# Entreat
Entreat è un album live della band inglese The Cure, pubblicato commercialmente il 25 marzo 1991.

## Descrizione
Registrato durante le tre date con il "tutto esaurito" alla Wembley Arena di Londra del 22-23-24 luglio 1989, il disco è la testimonianza del trionfale "Prayer Tour" che i Cure hanno portato avanti per la promozione del loro album Disintegration dello stesso anno. Esso era stato inizialmente offerto dalla Polydor nel tardo 1989 (in Francia) e nel marzo 1990 (in Inghilterra) nei negozi Fnac e HMV come regalo promozionale incluso nell'acquisto di due o più articoli dal catalogo della band e solo successivamente è stata decisa una sua pubblicazione commerciale. I proventi della vendita del disco, in realtà bassissimi, sono andati a dieci associazioni benefiche scelte dalla band: Mencap, MS Society, Amnesty International, Cot Death Research, Leukaemia Research Fund, Spastics Society, Dr. Hadwen Trust, NSPCC, Imperial Cancer Research Fund, RNI Blind.

## Tracce
1. Pictures of You – 7:08
2. Closedown – 4:23
3. Last Dance – 4:41
4. Fascination Street – 5:19
5. Prayers For Rain – 4:49
6. Disintegration – 7:41
7. Homesick – 6:49
8. Untitled – 6:33

## Formazione
- Robert Smith: voce, chitarra
- Simon Gallup: basso
- Porl Thompson: chitarra
- Boris Williams: batteria
- Roger O'Donnell: tastiere